# زلقا
زلقا (به عربی: زلقا) یک منطقهٔ مسکونی در لبنان است که در شهرستان المتن واقع شده‌است.
 زلقا   ۳۰ متر بالاتر از سطح دریا واقع شده‌است.